# Lindsfelt
Lindsfelt, svensk adlig ätt.
Äldsta kända medlem är rådmannen och handlande i staden Berwich i England Samuel Eaton Hytton (omkr. 1580-1631). Hans son, Johan Hytton (1620-1684), blev tidigt föräldralös. Hans mormor Helena Lindsay (omkr. 1570-1655), som länge bott i Sverige, fick hand om vårdnaden och 1632 överflyttade den unga Johan Hytton till Sverige. Han slog sig senare ner i Norrköping och verkade där som handlanden och rådman. Hans son, häradshövdingen i Vifolka, Falkebo, Kinda och Ydre hd Samuel Matthias Hytton (1664-1723), adlades år 1717 med namnet L i n d s f e l t (introducerad på riddarhuset 1719 under nr 1524). En av hans söner Carl Gustaf L. (1706-1761) blev vice häradshövding i Tjust 1733, landssekreterare 1734 i Blekinge län, assessor i Göta hovrätt 1747, häradshövding i Valbo, Vedbo, Tössbo, Nordals och Sundals häraders domsaga på Dal 6 november 1749 samt erhöll slutligen vice lagmans titel i Bohuslän 1756.
Helena Lindsay kommer ifrån den skotska klanen med samma namn, Lindsay. Hon var först gift med en man från den skotska klanen Swineborne med vilken hon fick minst ett barn, Johan Hyttons mor. Swineborne dog emellertid tidigt och hon gifte sedan om sig med sedermera översten i svensk tjänst Tomas Thomasson Muschamp med vilken hon fick flera barn.
Ätten Lindsfelt utslocknade på svärdssidan 1892. Ätten kan måhända fortleva i Nordamerika dit en medlem överflyttade under 1800-talets mitt.